# 二子岳武
二子岳 武（ふたごだけ たけし、1943年11月15日 - ）は、青森県北津軽郡金木町（現在の五所川原市）出身で、二子山部屋（入門時は花籠部屋）に所属した大相撲力士。本名は山中 武（やまなか たけし）。現役時代の体格は178cm、113kg。最高位は西小結（1967年11月場所、1968年3月場所、同年5月場所）。得意手は左四つ、内無双、下手投げなど。

## 来歴・人物
中学から相撲部に所属し、中学卒業後に相撲部の先生と再会した時、先生が横綱・初代若乃花から弟子探しを頼まれていたので勧誘され、1961年1月場所で花籠部屋から初土俵を踏んだ。
1962年5月場所をもって若乃花が引退して年寄・二子山を襲名し、間もなく二子山部屋を創設するとそれに同行し、1964年11月場所で十両に昇進。二子山部屋の関取第一号となった。二子山親方（元・若乃花）も予想より早く部屋から関取が誕生したことを喜んだものの、この場所中に骨折して幕下に陥落。しかし、1966年3月場所で十両に復帰し、翌年1月場所で入幕した。その間1966年5月場所で、四股名を若二子から二子岳に改めている。1968年11月場所では10勝を挙げて技能賞を獲得。
入門当初から多彩な技を持っており、相撲教習所の指導員が基本を教えようとしたところ担当の親方が持ち味を伸ばさせてやろうと自由にやらせたなど、周囲の理解に助けられて素質を花開かせ、下手投げをはじめとする技を繰り出す取り口を得意とした。特に、内無双・外無双を得意としており、二子岳が現役であった頃はこれらの技が珍手から一般的な技に地位を変えた。1969年11月場所では横綱・大鵬を蹴返しで破り金星を獲得している。しかし、軽量だったこともあって相撲が長くなることもあり、1974年9月場所での前頭10枚目・三重ノ海との一戦では、引分を記録したこともあった（この一番以後、幕内の取組で引分は出ていない）。
1976年9月場所限りで引退し、年寄・白玉から同・荒磯を襲名。その後、1993年5月には二子山部屋から独立し、東京都国立市に荒磯部屋を創設した。
2008年11月場所中に停年を迎えることから、同年9月場所限りで荒磯部屋を閉鎖し、3名いた弟子のうち2名が同場所限りで引退。他、1名が花籠部屋へ移籍し、自身は呼出・悟とともに松ヶ根部屋へ移籍、停年となった同年11月14日まで同部屋付きとなった。
在職期間中は、弟子達を1人も関取に昇進させることができなかった。だが、荒磯部屋閉鎖後、唯一現役を続けた元・弟子の荒鷲が、2011年7月場所に於いて十両に、その後幕内に昇進を果たしている。
2023年7月場所前時点でも健在で、2022年に元弟子の荒鷲は長女が誕生した際に二子岳の元へ挨拶に出掛けたという。

## エピソード
- 力士になってから日が浅かった頃、髷に着流しという出で立ちが目立つため、商店街は絶対通らなかった[5]。
- 貴ノ花は同世代の部屋の弟子たちとはよく喧嘩をしたというが、二子岳は2、3回自分を殴った以外は決して人を殴ることはなかったという。貴ノ花は、二子岳の人柄がもっと悪ければ大成していたであろうと語っており、人の好さも大成を阻んだ一因と言える[5]。

## 主な成績・記録
- 通算成績：561勝564敗1分30休 勝率.499
- 幕内成績：376勝460敗1分11休 勝率.450
- 現役在位：94場所
- 幕内在位：57場所
- 三役在位：3場所（小結3場所）
- 三賞：1回
  - 技能賞：1回（1968年11月場所）
- 金星：1個（大鵬から）

### 場所別成績
| | 一月場所 初場所（東京） | 三月場所 春場所（大阪） | 五月場所 夏場所（東京） | 七月場所 名古屋場所（愛知） | 九月場所 秋場所（東京）   | 十一月場所 九州場所（福岡） |
| --- | ----------------------- | ----------------------- | ----------------------- | --------------------------- | ------------------------- | --------------------------- |
| 1961年 （昭和36年） | （前相撲）              | 西序ノ口15枚目 6–1      | 東序二段55枚目 5–2      | 東序二段5枚目 休場 0–0–7    | 西序二段51枚目 6–1        | 西三段目97枚目 5–2          |
| 1962年 （昭和37年） | 東三段目56枚目 4–3      | 西三段目40枚目 4–3      | 西三段目31枚目 4–3      | 東三段目24枚目 4–3          | 西三段目15枚目 5–2        | 西幕下89枚目 5–2            |
| 1963年 （昭和38年） | 西幕下71枚目 4–3        | 西幕下66枚目 4–3        | 東幕下59枚目 4–3        | 西幕下52枚目 5–2            | 東幕下35枚目 4–3          | 東幕下28枚目 4–3            |
| 1964年 （昭和39年） | 東幕下23枚目 5–2        | 西幕下14枚目 4–3        | 西幕下12枚目 5–2        | 西幕下6枚目 5–2             | 西幕下筆頭 5–2            | 西十両17枚目 4–6–5          |
| 1965年 （昭和40年） | 西幕下6枚目 休場 0–0–7  | 西幕下46枚目 4–3        | 東幕下42枚目 4–3        | 西幕下39枚目 6–1            | 東幕下19枚目 6–1          | 西幕下3枚目 5–2             |
| 1966年 （昭和41年） | 東幕下筆頭 5–2          | 東十両17枚目 10–5       | 西十両7枚目 9–6         | 東十両3枚目 5–10            | 東十両6枚目 10–5          | 西十両筆頭 10–5             |
| 1967年 （昭和42年） | 西前頭13枚目 8–7        | 東前頭12枚目 9–6        | 東前頭7枚目 7–8         | 東前頭7枚目 9–6             | 東前頭4枚目 8–7           | 西小結 5–10                 |
| 1968年 （昭和43年） | 西前頭4枚目 8–7         | 西小結 8–7              | 西小結 0–5–10           | 東前頭6枚目 8–7             | 東前頭4枚目 6–9           | 西前頭7枚目 10–5 技         |
| 1969年 （昭和44年） | 東前頭2枚目 5–10        | 東前頭6枚目 6–9         | 東前頭9枚目 4–11        | 西十両3枚目 10–5            | 西前頭9枚目 8–7           | 東前頭4枚目 5–10 ★          |
| 1970年 （昭和45年） | 西前頭8枚目 9–6         | 西前頭2枚目 4–11        | 西前頭9枚目 7–8         | 西前頭10枚目 8–7            | 西前頭4枚目 4–11          | 西前頭9枚目 8–7             |
| 1971年 （昭和46年） | 西前頭6枚目 9–6         | 東前頭筆頭 2–13         | 西前頭11枚目 8–7        | 西前頭6枚目 8–7             | 東前頭3枚目 3–12          | 西前頭9枚目 8–7             |
| 1972年 （昭和47年） | 東前頭4枚目 6–9         | 東前頭8枚目 8–7         | 西前頭2枚目 4–11        | 東前頭9枚目 8–7             | 東前頭6枚目 7–8           | 西前頭8枚目 6–9             |
| 1973年 （昭和48年） | 東前頭12枚目 9–6        | 西前頭6枚目 8–7         | 西前頭2枚目 5–10        | 西前頭8枚目 8–7             | 東前頭3枚目 3–12          | 東前頭10枚目 5–10           |
| 1974年 （昭和49年） | 東十両2枚目 9–6         | 東前頭12枚目 9–6        | 東前頭5枚目 6–9         | 西前頭9枚目 8–7             | 東前頭6枚目 6–8 （引分1） | 東前頭11枚目 8–7            |
| 1975年 （昭和50年） | 西前頭7枚目 8–7         | 東前頭6枚目 5–10        | 西前頭11枚目 9–6        | 東前頭6枚目 6–9             | 西前頭9枚目 8–7           | 西前頭6枚目 5–10            |
| 1976年 （昭和51年） | 東前頭12枚目 8–7        | 東前頭11枚目 8–7        | 西前頭8枚目 9–6         | 東前頭4枚目 4–11            | 東前頭12枚目 引退 0–7–1   | x                           |
| 各欄の数字は、「勝ち-負け-休場」を示す。 優勝 引退 休場 十両 幕下 三賞：敢=敢闘賞、殊=殊勲賞、技=技能賞 その他：★=金星 番付階級：幕内 - 十両 - 幕下 - 三段目 - 序二段 - 序ノ口 幕内序列：横綱 - 大関 - 関脇 - 小結 - 前頭（「#数字」は各位内の序列） |                         |                         |                         |                             |                           |                             |

### 幕内対戦成績
| 青ノ里   | 2  | 2  | 青葉城     | 2  | 2      | 青葉山   | 1    | 1    | 朝嵐     | 1  | 0  |  |  |  |
| 浅瀬川   | 5  | 2  | 朝登       | 3  | 5      | 旭國     | 3(1) | 8    | 嵐山     | 0  | 1  |  |  |  |
| 荒勢     | 2  | 5  | 巌虎       | 1  | 0      | 追風山   | 1    | 0    | 大潮     | 4  | 5  |  |  |  |
| 大錦     | 6  | 2  | 大鷲       | 6  | 6      | 魁輝     | 1    | 2    | 魁傑     | 1  | 7  |  |  |  |
| 海乃山   | 6  | 3  | 開隆山     | 3  | 1      | 柏戸     | 0    | 4(1) | 和錦     | 1  | 0  |  |  |  |
| 和晃     | 2  | 3  | 金乃花     | 1  | 0      | 北瀬海   | 6    | 10   | 北の湖   | 0  | 4  |  |  |  |
| 北の花   | 2  | 0  | 北の富士   | 1  | 7      | 清國     | 1    | 12   | 麒麟児   | 3  | 2  |  |  |  |
| 黒姫山   | 5  | 10 | 高鉄山     | 8  | 12     | 琴櫻     | 3    | 11   | 琴乃富士 | 6  | 1  |  |  |  |
| 小沼     | 0  | 1  | 金剛       | 6  | 11     | 佐田の山 | 0    | 4    | 白田山   | 5  | 1  |  |  |  |
| 大峩     | 8  | 6  | 大麒麟     | 2  | 8      | 大豪     | 0    | 1    | 大受     | 1  | 6  |  |  |  |
| 大雪     | 2  | 4  | 大鵬       | 1  | 7      | 大文字   | 3    | 0    | 大雄     | 6  | 10 |  |  |  |
| 大竜川   | 8  | 9  | 高見山     | 4  | 5      | 玉輝山   | 1    | 2    | 玉の海   | 1  | 8  |  |  |  |
| 玉ノ富士 | 2  | 7  | 千代の富士 | 0  | 1      | 鶴ヶ嶺   | 1    | 0    | 照櫻     | 3  | 0  |  |  |  |
| 天龍     | 7  | 4  | 時葉山     | 15 | 10     | 栃東     | 18   | 12   | 栃勇     | 7  | 3  |  |  |  |
| 栃王山   | 5  | 7  | 金城       | 3  | 3      | 栃富士   | 4    | 2    | 豊國     | 2  | 1  |  |  |  |
| 羽黒岩   | 22 | 12 | 長谷川     | 8  | 12     | 花光     | 3    | 4    | 播竜山   | 4  | 4  |  |  |  |
| 廣川     | 0  | 2  | 福の花     | 10 | 14     | 富士櫻   | 3    | 11   | 富士錦   | 3  | 0  |  |  |  |
| 藤ノ川   | 3  | 5  | 双津竜     | 4  | 2      | 前の山   | 4    | 11   | 増位山   | 4  | 6  |  |  |  |
| 丸山     | 1  | 1  | 三重ノ海   | 5  | 9{1分} | 禊鳳     | 5    | 1    | 明武谷   | 2  | 4  |  |  |  |
| 陸奥嵐   | 11 | 18 | 豊山       | 7  | 5      | 吉王山   | 5    | 1    | 吉の谷   | 3  | 2  |  |  |  |
| 義ノ花   | 11 | 4  | 琉王       | 10 | 12     | 龍虎     | 3    | 7    | 凌駕     | 1  | 0  |  |  |  |
| 若秩父   | 0  | 1  | 若天龍     | 3  | 1      | 若浪     | 6    | 11   | 若鳴門   | 1  | 1  |  |  |  |
| 若ノ海   | 5  | 3  | 若ノ國     | 0  | 1      | 若乃洲   | 1    | 0    | 若二瀬   | 10 | 10 |  |  |  |
| 若見山   | 3  | 1  | 若吉葉     | 1  | 1      | 輪島     | 0    | 6    | 鷲羽山   | 2  | 5  |  |  |  |

## 改名歴
- 山中 武（やまなか たけし）1961年3月場所-?
- 若二子 武（わかふたご -）?-1966年3月場所
- 二子岳 武（ふたごだけ -）1966年5月場所-1972年9月場所
- 二子岳 武晴（- たけはる）1972年11月場所-1973年3月場所
- 二子岳 武（- たけし）1973年5月場所-1975年7月場所
- 二子岳 武士（- たけし）1975年9月場所-1976年9月場所

## 年寄変遷
- 白玉 武士（しらたま たけし）1976年9月-1977年9月
- 白玉 武（- たけし）1977年9月-1983年12月
- 荒磯 武（あらいそ -）1983年12月-2008年11月